# Briatexte
Briatexte är en kommun i departementet Tarn i regionen Occitanien i södra Frankrike. Kommunen ligger i kantonen Graulhet som tillhör arrondissementet Castres. År 2022 hade Briatexte 1 948 invånare.

## Befolkningsutveckling
Antalet invånare i kommunen Briatexte
| Referens: INSEE |